# Số tròn
Một số tròn là một số nguyên kết thúc bằng một hoặc nhiều chữ số 0 trong một cơ số  nhất định.  Ví dụ, 590 tròn hơn 592, nhưng 590 không tròn hơn 600. Trong cả ngôn ngữ kỹ thuật và ngôn ngữ hằng ngày, một số tròn thường được hiểu là đại diện cho một giá trị hoặc các giá trị gần với giá trị chính xác được biểu thị. Ví dụ: một số tròn như 600 có thể được sử dụng để chỉ một số có giá trị đúng là 592, bởi vì giá trị thực tế phức tạp hơn để diễn đạt chính xác. Tương tự như vậy, một số tròn có thể đề cập đến một dải giá trị gần giá trị chính xác để thể hiện sự ước lượng về một đại lượng. Do đó, một giá trị được xét là 600 thực sự có thể đại diện cho bất kỳ giá trị nào gần 600, có thể thấp bằng 550 hoặc cao đến 650, tất cả sẽ làm tròn thành 600.
Trong hệ thập phân, một số kết thúc bằng chữ số "5" cũng được coi là tròn hơn một số kết thúc bằng một chữ số khác không (nhưng không tròn hơn bất kỳ số nào kết thúc bằng "0"). Ví dụ, số 25 thường được coi là tròn hơn 24. Những khái niệm về sự làm tròn cũng thường được áp dụng cho các số không nguyên ; vì vậy, trong bất kỳ cơ số nào 2.3 tròn hơn 2.295, vì 2.3 có thể được viết là 2.300. 
Các số cũng có thể được coi là "tròn" trong các hệ đếm  khác với hệ thập phân (cơ số 10). Ví dụ: số 1024 sẽ không được coi là làm tròn ở hệ thập phân, nhưng là một số tròn khi chuyển sang các hệ cơ số khác như nhị phân (cơ số 2: 10000000000), bát phân (cơ số 8: 2000) và thập lục phân (cơ số 16: 400). Phần thảo luận trước về chữ số "5" tổng quát thành chữ số biểu thị b / 2 với hệ cơ số b, nếu b là chẵn .

## Trong văn hóa
Các ngày kỷ niệm với số tròn thường được tổ chức đặc biệt. Ví dụ: sinh nhật lần thứ năm mươi, kỷ niệm một trăm năm của một sự kiện hoặc khách hàng thứ một triệu đến một địa điểm.

## Ưu tiên số tròn
Ưu tiên số tròn là xu hướng tâm lý thích các số tròn hơn những số khác. Lí do của điều này thường là do các số tròn giúp một người dễ dàng ghi nhớ, xử lý và thực hiện các phép toán.
Sự ưu tiên số tròn đã được quan sát thấy ở thị trường chứng khoán Mỹ và Trung Quốc và giá cổ phiếu nói chung, trong bán lẻ và tạp hóa, nơi giá thường chỉ thấp hơn một chút so với số làm tròn (ví dụ: 9,99 đô la hoặc 9,95 đô la), trong các khoản đầu tư, bao gồm huy động vốn từ cộng đồng, thị trường bất động sản thông qua các khoản thế chấp, và các mốc số.